# 내 안의 트라우마 치유하기
내 안의 트라우마 치유하기는 1997년에 출판된 심리요법 목적의 도서이다. 원제는 힐링 트라우마, 내 안에 잠든 호랑이를 깨워라(Waking the Tiger: Healing Trauma)이며 저자는 피터 A. 레빈(Peter A. Levine).